# Charmes-Saint-Valbert
Charmes-Saint-Valbert är en kommun i departementet Haute-Saône i regionen Bourgogne-Franche-Comté i östra Frankrike. Kommunen ligger i kantonen Vitrey-sur-Mance som tillhör arrondissementet Vesoul. År 2022 hade Charmes-Saint-Valbert 32 invånare.

## Befolkningsutveckling
Antalet invånare i kommunen Charmes-Saint-Valbert
| Referens: INSEE |